# العظيم (أسماء الله الحسنى)
العظيم هو من أسماء الله الحسنى، ومعناه: الذي يعظمه خلقه ويهابونه ويتقونه، فله صفة العظمة في كل شيء.

## في القرآن الكريم
ورد في القرآن الكريم تسع مرات، منها:
- آية الكرسي :﴿اللَّهُ لَا إِلَهَ إِلَّا هُوَ الْحَيُّ الْقَيُّومُ لَا تَأْخُذُهُ سِنَةٌ وَلَا نَوْمٌ لَهُ مَا فِي السَّمَاوَاتِ وَمَا فِي الْأَرْضِ مَنْ ذَا الَّذِي يَشْفَعُ عِنْدَهُ إِلَّا بِإِذْنِهِ يَعْلَمُ مَا بَيْنَ أَيْدِيهِمْ وَمَا خَلْفَهُمْ وَلَا يُحِيطُونَ بِشَيْءٍ مِنْ عِلْمِهِ إِلَّا بِمَا شَاءَ وَسِعَ كُرْسِيُّهُ السَّمَاوَاتِ وَالْأَرْضَ وَلَا يَئُودُهُ حِفْظُهُمَا وَهُوَ الْعَلِيُّ الْعَظِيمُ ۝٢٥٥﴾ سورة البقرة:255
- قوله تعالى ﴿عَلَيْهِ تَوَكَّلْتُ وَهُوَ رَبُّ الْعَرْشِ الْعَظِيمِ﴾ سورة التوبة:129
- وقوله سبحانه وتعالى ﴿اللَّهُ لَا إِلَٰهَ إِلَّا هُوَ رَبُّ الْعَرْشِ الْعَظِيمِ﴾ سورة النمل:26
- وقوله ﴿فَسَبِّحْ بِاسْمِ رَبِّكَ الْعَظِيمِ﴾ سورة الواقعة:74

## في السنة النبوية
- عن أبي هريرة :[2]«أن النبي ﷺ قال: كَلِمَتَانِ خَفِيفَتَانِ عَلَى اللِّسَانِ ثَقِيلَتَانِ فِي الْمِيزَانِ حَبِيبَتَانِ إِلَى الرَّحْمَنِ سُبْحَانَ اللَّهِ وَبِحَمْدِهِ سُبْحَانَ اللَّهِ الْعَظِيمِ»
- عن عبد الله بن عمرو:[3] «عن النبيِّ ﷺ أنه كان إذا دخل المسجدَ قال أعوذُ باللهِ العظيمِ ، وبوجهِهِ الكريمِ ، وبسلطانِهِ القديمِ ، من الشيطانِ الرجيمِ . قال : فإذا قال ذلك ، قال الشيطانُ : حُفِظَ مِنِّي سائرَ اليومِ»
- عن ابن عباس:[4]| العظيم (أسماء الله الحسنى) | أنَّ نبيَّ اللهِ كان يقولُ عند الكربِ :لا إله إلا الله العظيمُ الحليمُ، لا إله إلا الله ربُّ العرشِ العظيمُ، لا إله إلا اللهُ ربُّ السماواتِ وربُّ الأرضِ وربُّ العرشِ الكريمُ | العظيم (أسماء الله الحسنى) |
- عن أبي هريرة أن رسول الله ﷺ قال فيما يرويه عن ربه تبارك وتعالى أنه قال: | ” | الكبرياء ردائي، والعظمة إزاري، فمن نازعني في واحد منهما قصمته، ثم قذفته في النار | “ |

## الأقوال في معناه
- قال الأصبهاني:[1]«العظمة صفة من صفات الله لا يقوم لها خلق، والله تعالى خلق بين الخلق عظمة يعظم بها بعضهم بعضًا، فمن الناس من يعظم لمال، ومنهم من يعظم لفضل، ومنهم من يعظم لعلم،ومنهم من يعظم لسلطان، ومنهم من يعظم لجاه، وكل واحد من الخلق إنما يعظم بمعنى دون معنى؛ أما الله عز وجل فيعظم في الأحوال كلها»
- قال ابن الأثير:[1]«العظيم معناه الذي جاوز قدره عز وجل حدود العقول فلا تدركه الأبصار، ولا تدركه العقول حتى لا تتصور الإحاطة بكنهه وحقيقته»
- قال الحليمي:[6]«ومعناه الذي لا يمكن الامتناع عليه بالإطلاق، لأن عظيم القوم إنما يكون مالك أمورهم، الذي لا يقدرون على مقاومته ومخالفة أموره، إلا أنه وإن كان كذلك، فقد يلحقه العجز بآفات تدخل عليه فيما بيده فتوهنه وتضعفه، حتى يستطاع مقاومته، بل قهره وإبطاله، والله جل ثناؤه قادر لا يعجزه شيء، ولا يمكن أن يعصى كرهاً، أو يخالف أمره قهراً. فهو العظيم إذاً حقاً وصدقا، وكان الاسم لمن دونه مجازاً»
- قال ابن القيم في القصيدة النونية :